# Озиго
Озиго је насеље у Италији у округу Тревизо, региону Венето.
Према процени из 2011. у насељу је живело 569 становника. Насеље се налази на надморској висини од 347 м.